# يان كوك (صيدلي)
يان كوك (بالهولندية: Jan Kok)‏ هو صيدلي هولندي، ولد في 13 يونيو 1899، وتوفي في 7 سبتمبر 1982.